# Проблема экономического расчёта
Проблема экономического расчёта (англ. economic calculation problem), или калькуляционный аргумент — это концепция, используемая в критике плановой экономики, которая указывает на сложность или невозможность эффективного распределения ресурсов в условиях отсутствия рыночного механизма.
Проблема впервые была сформулирована Людвигом фон Мизесом в 1920 году и позднее подробно исследована Фридрихом Хайеком. В рыночной экономике проблема рационального распределения ресурсов решается при помощи механизма спроса и предложения, при котором люди имеют возможность решать, как именно будут распределяться товары или услуги, при помощи своей готовности отдавать деньги за них. Таким образом, цена товара содержит всю необходимую информацию о балансе спроса и предложения, что позволяет корректировать возникающие избытки и дефициты. Мизес и Хайек утверждают, что этот механизм является единственно возможным, и что из-за отсутствия информации, получаемой при помощи рыночных цен, социализм лишен возможности рационального распределения ресурсов. Те, кто поддерживают этот аргумент, считают, что он является доказательством неработоспособности плановой экономики. Этот вопрос горячо обсуждался в экономической теории в 1920-х и 1930-х годах.
В своей книге «Экономические вычисления в социалистическом содружестве» Людвиг фон Мизес обосновывал идею, что дефицит является непременной особенностью любой социалистической экономики, так как если все средства производства обобществлены, не существует способа получить рациональные цены для средств производства, потому что цены на них, в отличие от цен на потребительские товары, являются просто характеристикой внутренней передачи этих средств, а не результатом сознательного обмена. Таким образом, оценка средств производства становится невозможной, а значит, планирующий орган будет лишён возможности рационального распределения ресурсов. Он утверждал, что: «…рациональная экономическая активность невозможна в социалистической экономике». Эта критика была им развита более полно в 1922 году в книге «Социализм, экономический и социологический анализ».
Ещё ранее централизованное планирование также подвергалось критике со стороны социалистов, отдававших предпочтение децентрализованным методам экономического планирования, в том числе Петром Кропоткиным.

## Теория

### Сравнение разнородных товаров
Так как капитал и труд являются сильно разнородными (то есть имеют различные характеристики, которые принципиально определяют физическую продуктивность), экономически вычисления требуют некоего общего базиса для сравнения всех их форм.
Деньги, являясь универсальным средством обмена, позволяют очень просто проводить анализ цены разнообразных товаров — более дешёвые, при прочих равных условиях, являются более предпочтительными. Это так называемая сигнальная функция цены. Одновременно с этим ограниченность денег предотвращает чрезмерное использование товара.
В отсутствие денег нерыночный социализм лишён средства простого сравнения разнообразных товаров и эффективности различных способов производства. В рамках данной системы экономический расчёт будет проводиться для каждого из них отдельно. Это означает, что принимаемые решения будут во многом произвольными в условиях недостатка информации.

### Вычислениеполезностидля капитальных и потребительских товаров
Общий базис для сравнения товаров и услуг должен также быть связан с благополучием потребителя. Кроме того, он должен делать возможным сравнение выгодности при выборе между немедленным и отложенным потреблением (для получения большего результата позднее) путём инвестиций в капитал. Использование денег как средства обмена и учёта является необходимым для решения этих двух проблем экономических вычислений. Для обоснования этого тезиса Мизес применил теорию предельной полезности. Согласно ей потребители стараются максимизировать получаемую полезность последней единицы денег, тратимой на каждый товар, откуда следует что в результате обмена потребительских товаров устанавливаются цены, которые представляют предельную полезность для потребителей, и деньги, таким образом, соответствуют удовлетворению потребителя.
Если деньги также могут быть потрачены на капитальные товары и рабочую силу, то становится возможным сравнение между капитальными и потребительскими товарами. Это не значит, что капитальные товары оцениваются аккуратно — но это значит, что хоть какая-то оценка их становится возможной.
Первый элемент проблемы экономического расчёта состоит в том, что экономические вычисления, таким образом, требуют использования денежной оценки для всех товаров. Это необходимое, но не достаточное условие.
В отсутствие механизма рыночной генерации цен социализм не имеет механизма соотнесения удовлетворения потребителя с экономической активностью. Стимулирующая функция цены позволяет распределённому интересу, например, желательности для каждого потребителя качественных и дешёвых туфель, соревноваться с концентрированной заинтересованностью обувщиков в дешёвых туфлях низкого качества. В её отсутствии, комитет, собранный для назначения цены, будет вынужден обращаться за консультацией к обувщикам, что приведёт к превалированию их интересов над интересами потребителей. Если этот процесс произойдёт во всех областях экономики, это приведёт к снижению совокупного благосостояния по сравнению с тем, которое бы обеспечила рыночная конкуренция.
Теория экономического вычисления фон Мизеса находится в конфликте с трудовой теорией стоимости Адама Смита, Давида Рикардо и Карла Маркса. Согласно ей, для оценки капитальных товаров может применяться количество труда, затрачиваемого на их производство. В современной экономической науке трудовая теория стоимости практически не употребляется.

### Предпринимательство
Третьим условием возможности экономических вычислений является существование предпринимательства и рыночной конкуренции
Предприниматель получает прибыль за счёт удовлетворения неудовлетворённых потребностей, приближая тем самым цены к предельной. Их активность, приводя цены к равновесию спроса и предложения, делает цены более точным отражением предельной полезности товара для потребителя. Цены же, в свою очередь, являются основой для планирования производства на будущее.
При социализме же отсутствует мотив получения прибыли, а значит никто не заинтересован в увеличении полезности для пользователя, а значит планирующий орган будет не склонен вкладывать ресурсы в какие-либо новые идеи удовлетворения потребностей потребителей.

### Согласованность планирования
Четвёртым условием успешного экономического планирования является согласованность между теми, кто планирует производство продукции. Планирование может быть либо децентрализованным, что требует наличия какого-либо механизма для согласования планов, либо централизованным, что требует огромного объёма данных.
При рыночной экономике общий план производства является совокупностью индивидуальных планов капиталистов и предпринимателей. Так как все они черпают рабочую силу и капитал из единого конечного источника их планы автоматически, по меньшей мере частично, согласуются между собой. Хайек (1937) определил эффективное планирование как такое планирование, при котором все принимающие решения формируют план, содержащий всю необходимую информацию о планах других. Предприниматели получают эту информацию через цену, которая сообщает им об экономической ситуации, заставляя тем самым менять свои планы.
При децентрализованной плановой экономике, различные планирующие органы не имеют никаких средств для согласования своих планов. При централизованной же плановой экономике планирующий орган сталкивается с проблемой знания.
Оппонентами была высказана точка зрения, что вся экономика может рассматриваться как система уравнений. То есть необходимость в ценах отсутствует, достаточно, используя информацию о доступных ресурсах и предпочтениях потребителей, решить эту систему, найдя оптимальный способ распределения ресурсов. Хайек ответил на это, что составление подобной системы требует очень большого количества крайне сложной для получения информации, а также, что необходимый объём вычислений будет слишком велик. Это частично является следствием того, что люди, имеющие необходимую информацию, часто не понимают её значимость, либо лишены стимулов делиться ею.
Он утверждал, что единственное рациональное решение — использовать всё распределённое знание, имеющееся в рынке через механизм цен. Следует заметить, что эти ранние дебаты проходили, с одной стороны, до появления современных компьютеров, а с другой стороны, до возникновения теории хаоса. В 1980-х, Алек Ноув утверждал, что даже при использовании наилучших компьютеров, необходимые вычисления потребуют миллионов лет.
Также высказывалась точка зрения, что долгосрочные предсказания для настолько комплексных систем, как экономика, невозможны в принципе.
Хайек (1935, 1937, 1940, 1945) обращал особое внимание на проблему знания для централизованного планирования, в частности, потому, что он оспаривал реалистичность модели Ланге, в которой имеется централизованное планирование распределения капитала, однако оно основывается на ценах, получаемых на свободном рынке потребительских товаров. Хайек утверждал, что такая симуляция рынка при централизованной плановой экономике не будет работать вследствие отсутствия предпринимательства и конкуренции, а также не существования аналога рынка капитала.
Аргументация Хайека также основывалась на утверждении, что значительное количество информации, имеющееся у одного из индивидуумов, не может быть собрано или использовано кем-либо ещё. Во-первых, может отсутствовать стимул к тому, чтобы делиться этой информацией с центральным (или даже локальным) планирующим органом. Во-вторых, он может сам не понимать ценность имеющейся у него информации, либо время требующееся на сбор, передачу и анализ информации может превышать время, в течение которого она является полезной. В-третьих, информация является бесполезной для других, если она не позволяет проводить осмысленное сравнение ценности (то есть не выражена в терминах денег как универсального средства сравнения). Таким образом, по мнению Хайека, единственный способ получать эту информацию — использовать цены на свободном рынке.

### Рынок капитала
Пятым условием возможности рационального экономического планирования является наличие действующего рынка капитала. Экономическая эффективность сильно зависит от того, насколько эффективно удаётся избегать ошибок при инвестициях в капитал, так как цена таких ошибок потенциально является очень большой. Это связано не только с непосредственными затратами на перенастройку и наладку соответствующего оборудования, но и с временем, которые теряется в этом процессе и не может быть использовано для производства потребительских товаров. Те, кто планируют капитальные инвестиции, должны, таким образом, предугадывать будущие тренды в предпочтениях потребителей для избежания неправильного их размещения.
Капиталисты планируют производство в целях максимального извлечения прибыли. Они используют цены для того, чтобы сформировать ожидания будущего развития, которые определяют накопления капитала, модель инвестиций внутри индустрии. Те, чьи инвестиции соответствуют пользовательским ожиданиям, получают прибыль, остальные же принуждаются становиться более эффективными либо покинуть бизнес.
Цены на рынке фьючерсов играют особую роль в этом процессе. Они позволяют предпринимателям согласовывать свои инвестиционные планы, обеспечивают связь между инвестиционными решениями и предпочтениями потребителей. Так как для большинства товаров рынка фьючерсов не существует, его роль играет рынок акций, работающий как «непрерывный рынок фьючерсов», постоянно оценивающий инвестиционные планы предпринимателей, обеспечивающий таким образом решение проблемы экономического планирования.
«Проблема экономических вычислений возникает в экономике, которая постоянно изменяется … Для решения этой проблемы требуется, прежде всего, чтобы капитал мог извлекаться из одной области деятельности и перемещаться в другие … [Это], фактически, означает капиталистов, которые покупают и продают акции и доли, которые получают и возвращают кредиты, спекулируют в разнообразных рынках» — Мизес.
Существование финансового рынка является непременным условием для возможности эффективного экономического планирования. Оно приводит к экономической эффективности методом «проб и ошибок». Предприниматели, допускающие грубые ошибки при оценке предпочтений потребителей, несут финансовые убытки, лишаясь тем самым значимых последствий в индустрии. Те же, кто допускает самые маленькие ошибки, получают тем самым наибольшую прибыль, увеличивая свой капитал, а, значит, и влияние.
То есть, в целом именно комбинация использования денег для торговли всеми товарами на всех рынках, в сочетании с предпринимателями, стремящимися максимализировать прибыль, и дарвиновским отбором на финансовых рынках позволяют решать проблему рационального распределения ресурсов и прибылей в капиталистическом процессе.
Мизес утверждал, что при социализме решение этой проблемы невозможно, так как при социализме отсутствует обмен капитала в терминах общепризнанной единицы измерения (денег). Уравнительная же натура социализма препятствует существованию механизма спекуляций на финансовых рынках. Таким образом, по заключению Мизеса, при социализме отсутствует тенденция к улучшению организации капитала в производстве.

### Реализация решений планирующего органа
Хайек в книге «Дорога к рабству» утверждал также, что при централизованном распределении ресурсов, когда центральный планирующий орган должен часто изымать ресурсы и власть у подчиняющихся ему групп, неизбежно появление безжалостных лидеров, использующих угрозы и наказания для обеспечения хоть какой-то эффективности реализации планов, что, в сочетании с неэффективностью планирования, неизбежно приводит к возникновению жестоких диктатур.

## Критика

### Эффективность рынков
Существует мнение, что свободный рынок распределяет ресурсы не обязательно эффективно. Алек Ноув утверждал, что в книге Мизеса «Экономический расчёт в социалистическом содружестве» «существует тенденция испортить дело неявным предположением о том, что капитализм и оптимальное распределение ресурсов идут рука об руку».
Экономист Джоан Робинсон утверждала, что многие цены в современном капитализме фактически являются «управляемыми», создаваемыми «квазимонополиями», что ставит под сомнение возможность рынков капитала, ориентирующихся на подобные цены, обеспечить в конечном счёте рациональное распределение ресурсов.
Экономист Робин Ханел утверждает, что свободные рынки на самом деле систематически неэффективны, потому что внешние факторы повсеместны и потому, что рынки реального мира редко по-настоящему конкурентны или находятся в равновесии.
Милтон Фридман согласился с тем, что рынки с монополистической конкуренцией неэффективны, но утверждает, что в странах со свободной торговлей давление внешней конкуренции могло бы заставить монополии вести себя конкурентно. В странах с протекционистской политикой внешняя конкуренция не может выполнить эту роль, но угроза потенциальной конкуренции (если бы компании злоупотребляли своим положением, новые конкуренты могли появиться и заполучить клиентов, недовольных старыми компаниями), всё равно может снизить неэффективность.

### Равновесие
Аллин Коттрелл, Пол Кокшотт и Грег Майклсон утверждали, что утверждение о том, «что найти истинное экономическое равновесие не просто сложно, но и невозможно для централизованного планирования», в равной степени применимо и к рыночной системе. Поскольку любая универсальная машина Тьюринга может делать то же, что и любая другая машина Тьюринга. То есть «центральный калькулятор» ничем не отличается от «рассредоточенных калькуляторов», и наоборот.